# Enicospilus ulmus
Enicospilus ulmus là một loài tò vò trong họ Ichneumonidae.